# Tirol Kliniken
Die Tirol Kliniken GmbH (ehem. Tiroler Landeskrankenanstalten GmbH – TILAK) mit Sitz in Innsbruck ist seit 1990 die Betreibergesellschaft aller Landeskrankenhäuser im österreichischen Bundesland Tirol.

## Aufgabe
Die Tirol Kliniken GmbH ist nicht gewinnorientiert und für die Errichtung und den Betrieb der Landeskrankenhäuser zuständig. Im Bereich der Universitätskliniken gibt es eine Kooperation mit der Medizinischen Universität Innsbruck. Die Gesellschaft beschäftigt um die 8.550 Mitarbeiter.

## Rechtliche Stellung
Mit 1. Jänner 1991 übernahm die Tirol Kliniken GmbH die Landeskrankenhäuser und deren Bedienstete vom Land Tirol. Die Gesellschaft steht zu 100 Prozent im Eigentum des Landes. Der Sitz ist in der Innsbrucker Anichstraße am Gelände des LKH Innsbruck. Im Juni 2015 erfolgte die Umbenennung in tirol kliniken.

## Standorte

### Spitäler
- Landeskrankenhaus Innsbruck – Universitätskliniken
- Landeskrankenhaus Hall seit 2011[4]
  - Enthält seit 2011 das Psychiatrische Krankenhaus Hall
- LKH Hochzirl-Natters mit Standort Hochzirl und Standort Natters
- Bezirkskrankenhaus Schwaz (50-%-Anteil)[5] seit 2002

### Pflegeanstalten
- Landes-Pflegeklinik Tirol in Hall seit 1999

## Ausbildung
Die Tirol Kliniken GmbH betreibt das Ausbildungszentrum West (AZW), in dem sämtliche Pflegeberufe und medizinische Assistenzberufe ausgebildet und Fortbildungskurse für Ärzte veranstaltet werden. Es verteilt sich auf die Standorte Innsbruck und Hall.